# Dissotis barteri
Dissotis barteri är en tvåhjärtbladig växtart som beskrevs av Joseph Dalton Hooker. Dissotis barteri ingår i släktet Dissotis och familjen Melastomataceae. Inga underarter finns listade i Catalogue of Life.